# Patrick Hansen
Patrick Hansen (født 15. april 1991) er en dansk professionel fodboldspiller, der spiller i Næstved Boldklub i 1. division og har opnået over 100 kampe. Han har inden da spillet for HB Køge i superligaen.

## Karriere
I juli 2012 blev det offentliggjort, at Patrick Hansen skiftede til Næstved, hvor han skrev under på en halvårig amatøraftale.